# Goch
Goch is een stad en gemeente in de Duitse deelstaat Noordrijn-Westfalen. De gemeente behoort tot de Kreis Kleve. Op 31 december 2020 telde de gemeente 34.531 inwoners op een oppervlakte van 115,38 km².

## Geografie

### Stadsdelen

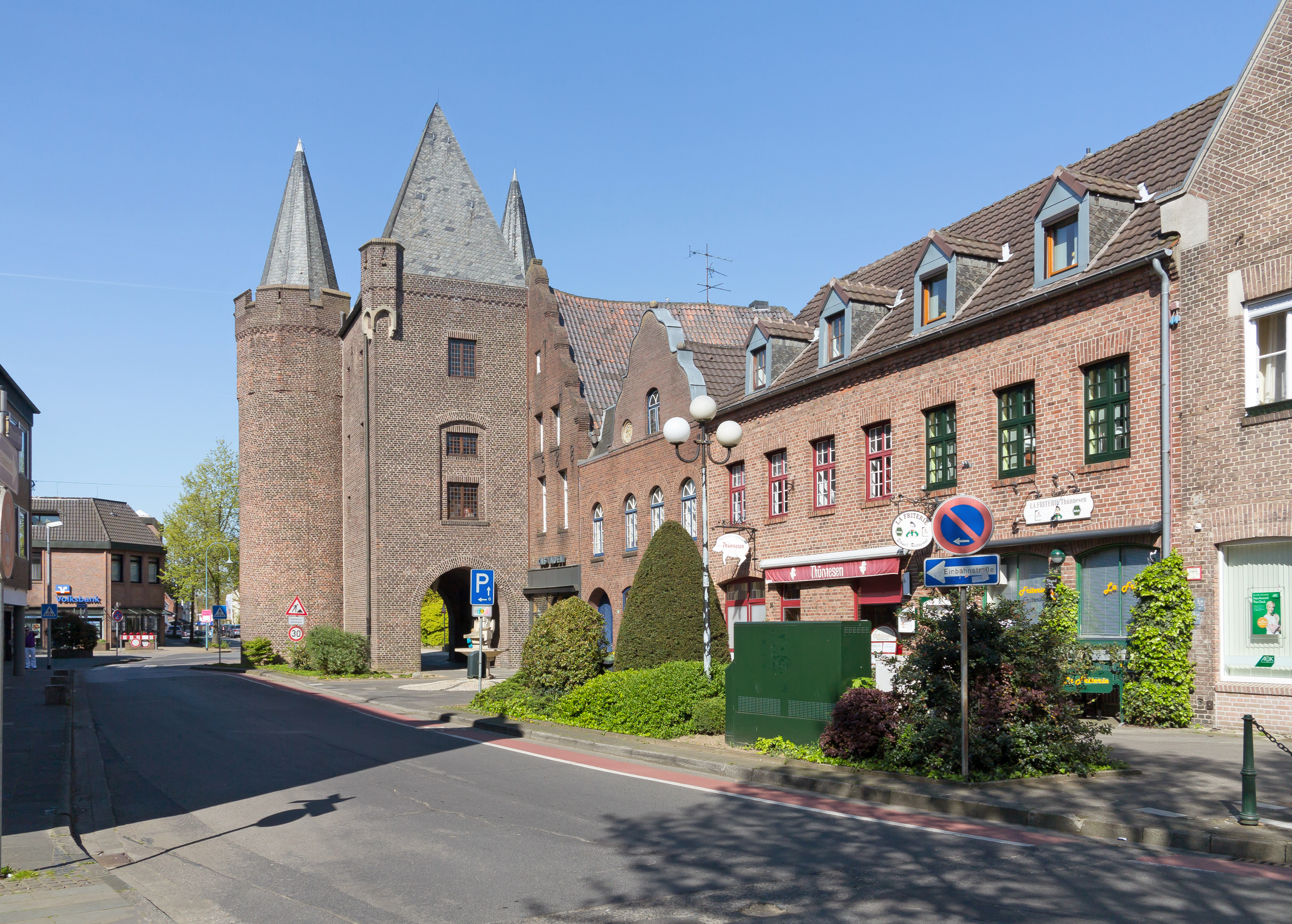
Goch, straatzicht: Am Steintor

De gemeente Goch bestaat sinds de gemeentelijke herindelingen van 1 juli 1969 uit acht woonkernen (inwonertallen per 30 juni 2016):
- Goch (20.543 inwoners)
  - Gaesdonck
- Asperden (2.340 inwoners)
- Hassum (1.142 inwoners)
- Hommersum (502 inwoners)
- Hülm (715 inwoners)
- Kessel (2.134 inwoners)
- Nierswalde (1.039 inwoners)
- Pfalzdorf (6.959 inwoners).

## Geschiedenis

### Middeleeuwen
Goch werd voor het eerst schriftelijk vermeld in een document uit 1261. Het jaar waarin de plaats stadsrechten kreeg is niet meer exact te achterhalen. Alles wijst er echter op dat dit gebeurde in de regeerperiode van Otto II van Gelre (ca. 1215-1271). De eerste stadswallen werden voltooid in 1350.
Goch behoorde aanvankelijk tot het graafschap Gelre (later het hertogdom Gelre). In 1473 kwam de plaats aan het hertogdom Kleef.

### Vroegmoderne tijd
In 1614 met het Verdrag van Xanten werd Goch deel van Brandenburg/Pruisen.
De daarop volgende tweehonderd jaar wisselde de heerschappij over Goch regelmatig. In 1615 werd de stad door de Nederlanden veroverd. Van 1622 tot 1625 voerden de Spanjaarden er het bewind. Van 1757 tot 1763 werd de stad bezet door Franse troepen. Van 1795 tot 1813 hoorde Goch nogmaals bij Frankrijk. Van 1813 tot 1815 tot het Soeverein vorstendom der Verenigde Nederlanden en van 1815 tot 1947 was het weer Pruisisch.
In 1741 kwamen er emigranten uit de Pfalz, die eigenlijk naar Amerika wilden, en die vestigden zich in de Gocher Heide. Uit die nederzetting ontwikkelde zich het dorp Pfalzdorf zich dat in 1799 een zelfstandige gemeente werd. De bewoners spraken nog lang hun oorspronkelijke dialect.

### Moderne tijd
In 1847 hield men de eerste Gocher vlasmarkt. Dergelijke vlasmarkten waren in het begin van de 19e eeuw aan de Niederrhein heel gewoon. Vlas is een cultuurgewas dat toen voor zijn vezels werd gekweekt. De markt vindt tegenwoordig nog tweemaal per jaar plaats.
De bouw van de spoorlijn Keulen – Kleef en de spoorlijn Boxtel - Wesel (Boxteler Bahn of Duits Lijntje), met Goch op de kruising, bracht enige industrie naar Goch en de stad beleefde een economische bloeiperiode. De belangrijkste fabriek was de Hollandse Margarinefabriek Jurgens & Prinzen GmbH. In 1928 werkten in de plaatselijke vestiging ongeveer drieduizend personen.
Het aantal inwoners van de stad steeg van ongeveer 4000 in 1850 naar 13.600 in 1933.
In 1905 werd de stadsbegraafplaats aangelegd als een protestants kerkhof en in 1912 werd ernaast een rooms-katholiek kerkhof aangelegd. Sinds een gemeentelijk besluit van 14 juni 1973 gebeuren de begrafenissen niet meer naargelang de religie.

### Tweede Wereldoorlog
Tijdens de Kristallnacht van 9 op 10 november 1938 werd de synagoge in de Herzogenstraße in Goch door de SA en de SS vernield en platgebrand.
In de nacht van 7 op 8 februari 1945 en een paar dagen later, op 12 februari 1945, werd de stad vanuit de lucht gebombardeerd. Tijdens de slag om het Reichswald, die van 7 tot 22 februari 1945 rond Kleef werd uitgevochten, kreeg de stad haar deel van straatgevechten en artilleriebeschietingen. Bijna tachtig procent van de bebouwing werd in deze korte periode vernield. Het geallieerde opperbevel meende dat er zich rond de stad een gordel van bunkers bevond. Dit kan mee de beslissing tot de zware bombardementen hebben beïnvloed. Het doel van het daarop volgende grondoffensief was om de Rijn bij Wesel over te steken om zo het Ruhrgebied binnen te dringen.

### Naoorlogse tijd
Tijdens de nacht op 24 mei 1993 stortte de 67 meter hoge toren van de Sint-Maria-Magdalena-kerk naar beneden. Men vermoedt dat dit een laat gevolg was van de bombardementen van 1945. Het duurde tien jaar voordat de toren was herbouwd.
Op 18 mei 2005 verklaarde de bisschop van Münster, Reinhard Lettmann, Goch tot bedevaartsoord. Sinds de heiligverklaring van pater Arnold Janssen bezoeken steeds meer bedevaarders zijn doopkerk St. Maria Magdalena, zijn geboortehuis en de in de jaren 70 opgerichte Arnold-Janssen-Pastorie.
Op 8 september 2011, om 21.02 uur 's avonds lag in Kessel ten noordwesten van Goch het epicentrum van een middelzware aardbeving van 4,5 op de schaal van Richter. De aardbeving bij Goch had zijn hypocentrum op 4,1 kilometer diepte. De aardbeving werd in een omtrek van ongeveer tweehonderd kilometer gevoeld maar er werd geen schade gemeld en er vielen geen slachtoffers.

## Verenigingen
- Vrouwenbond: Rheinische Landfrauen Goch

## Partnersteden
- Veghel (Nederland)

## Aangrenzende gemeenten
| Aangrenzende gemeenten | Aangrenzende gemeenten | Aangrenzende gemeenten | Aangrenzende gemeenten | Aangrenzende gemeenten |
| ---------------------- | ---------------------- | ---------------------- | ---------------------- | ---------------------- |
| Kranenburg             |                        | Kleef                  |                        | Bedburg-Hau            |
|                        |                        |                        |                        |                        |
| Gennep (NL)            | Uedem                  |                        |                        |                        |
|                        |                        |                        |                        |                        |
| Bergen (NL)            |                        | Weeze                  |                        |                        |

## Geboren in Goch
- Maarten Schenk van Nydeggen (1540-1589), bevelhebber in Staatse resp. Spaanse dienst
- Arnoldus Janssen (1837-1909), ordestichter en heilige

## Forensisme
| Pendelaars naar Goch uit      | Pendelaars naar Goch uit | Pendelaars naar Goch uit |                                | Pendelaars uit Goch naar | Pendelaars uit Goch naar | Pendelaars uit Goch naar |
| Herkomstgemeente (woonplaats) | Aantal                   | Afstand in km            | Bestemmingsgemeente (werkplek) | Aantal                   | Afstand in km            |                          |
| ----------------------------- | ------------------------ | ------------------------ | ------------------------------ | ------------------------ | ------------------------ | ------------------------ |
| Kleef                         | 1.480                    | 12,0                     |                                | Kleef                    | 2.743                    | 12,0                     |
| Kevelaer                      | 467                      | 16,2                     | Bedburg-Hau                    | 838                      | 9,1                      |                          |
| Weeze                         | 459                      | 9,2                      | Uedem                          | 763                      | 11,9                     |                          |
| Kalkar                        | 442                      | 14,3                     | Weeze                          | 681                      | 9,2                      |                          |
| Bedburg-Hau                   | 439                      | 9,1                      | Geldern                        | 555                      | 23,6                     |                          |
| Uedem                         | 407                      | 11,9                     | Kevelaer                       | 553                      | 16,2                     |                          |
| Geldern                       | 254                      | 23,6                     | Kalkar                         | 390                      | 14,3                     |                          |
| Kranenburg                    | 243                      | 12,7                     | Emmerik                        | 295                      | 19,2                     |                          |
| Xanten                        | 216                      | 21,6                     | Düsseldorf                     | 293                      | 70,0                     |                          |
| Emmerik                       | 208                      | 19,2                     | Duisburg                       | 251                      | 51,0                     |                          |
| Duisburg                      | 156                      | 51,0                     | Krefeld                        | 239                      | 50,2                     |                          |
| Rees                          | 115                      | 22,3                     | Kranenburg                     | 222                      | 12,7                     |                          |
| Nederland                     | 79                       | 4,2                      | Wesel                          | 152                      | 31,8                     |                          |
| Straelen                      | 71                       | 31,1                     | Moers                          | 132                      | 43,7                     |                          |
| Rheinberg                     | 69                       | 37,1                     | Sonsbeck                       | 121                      | 19,6                     |                          |
| Overige                       | 1.181                    | X                        | Overige                        | 2.026                    | X                        |                          |
| Totaal                        | 6.214                    | X                        |                                | Totaal                   | 10.254                   | X                        |

## Afbeeldingen

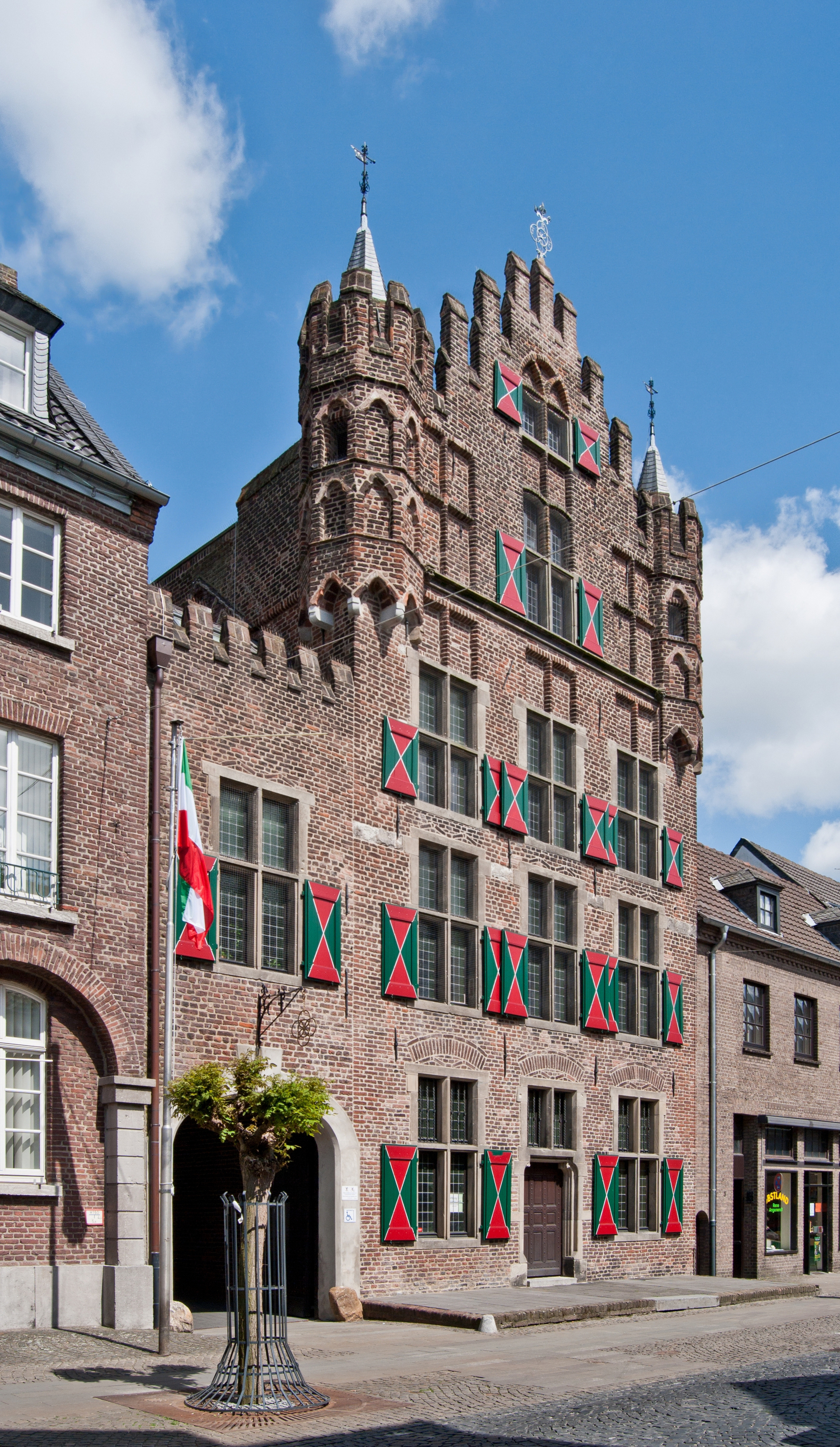
Haus zu den Fünf Ringen
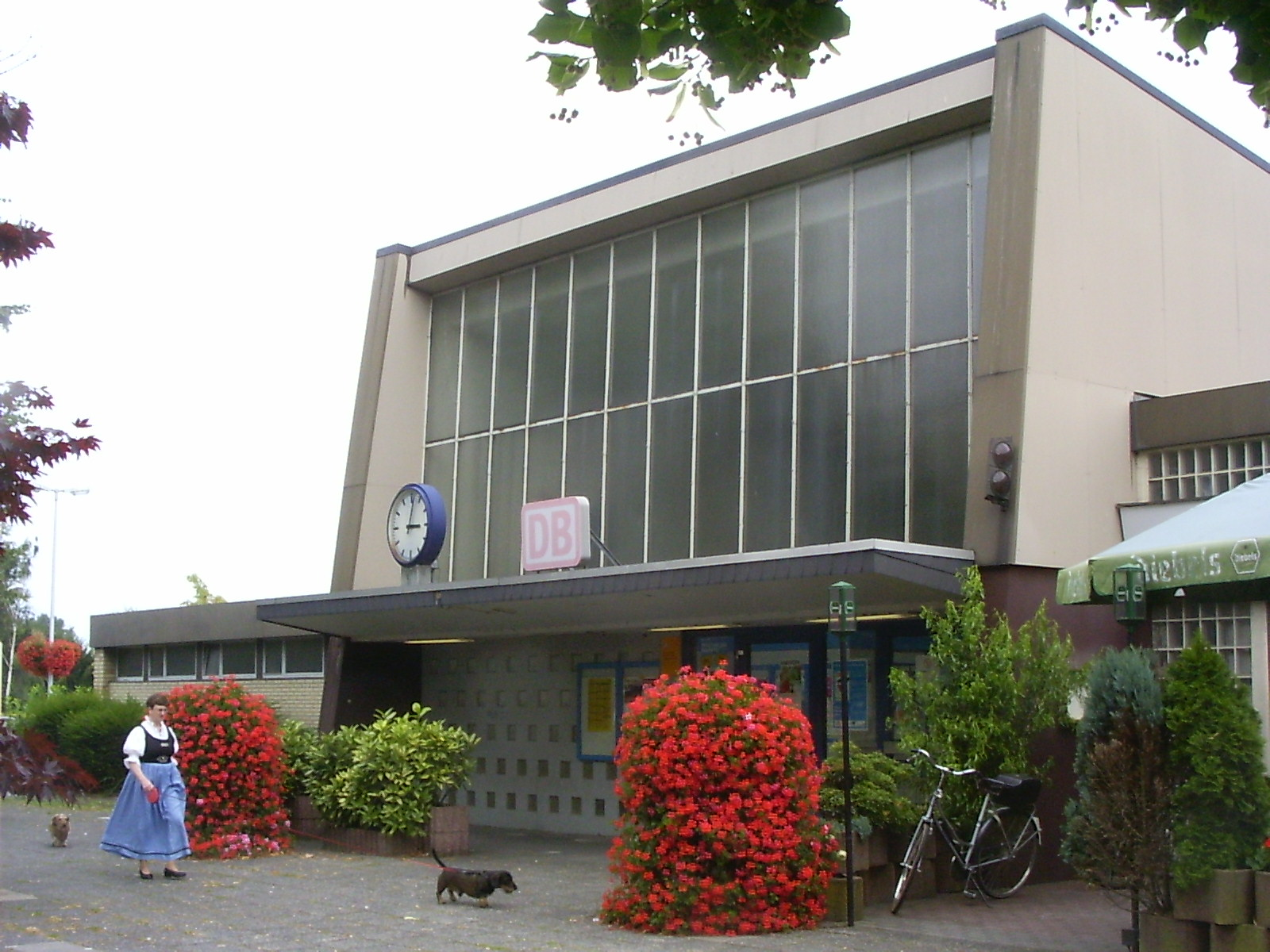
Station
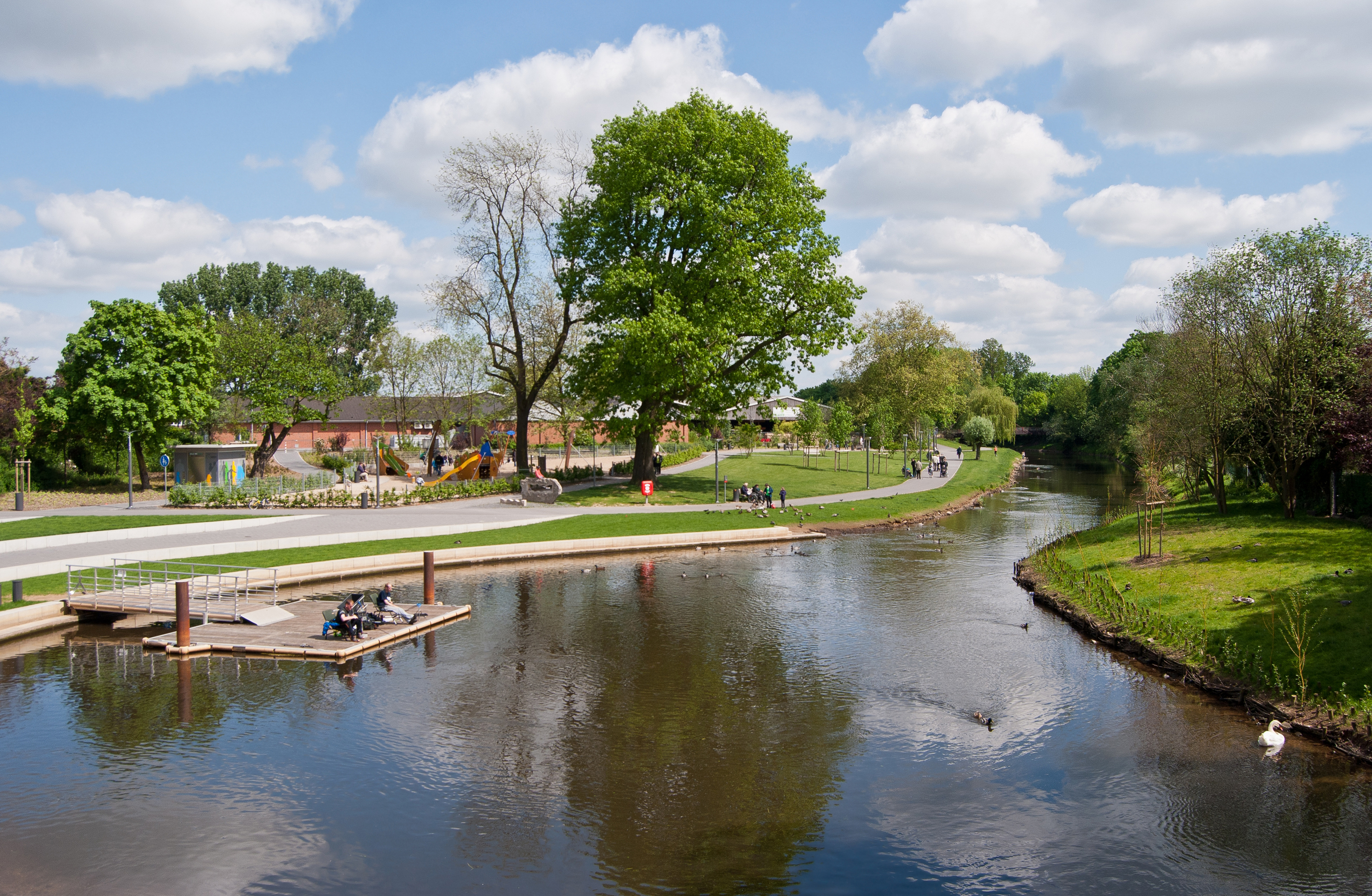
Niers bij Goch
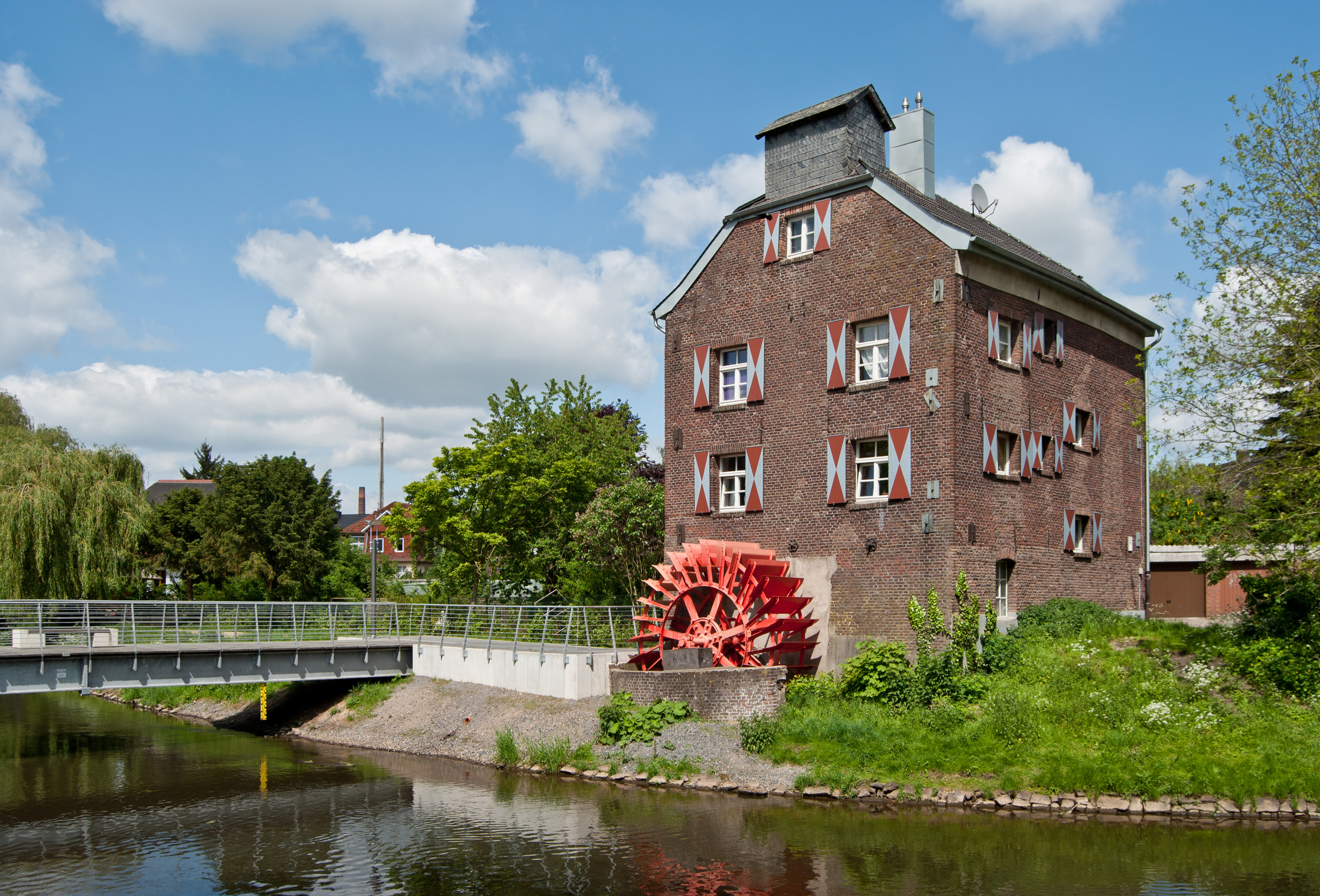
Susmühle
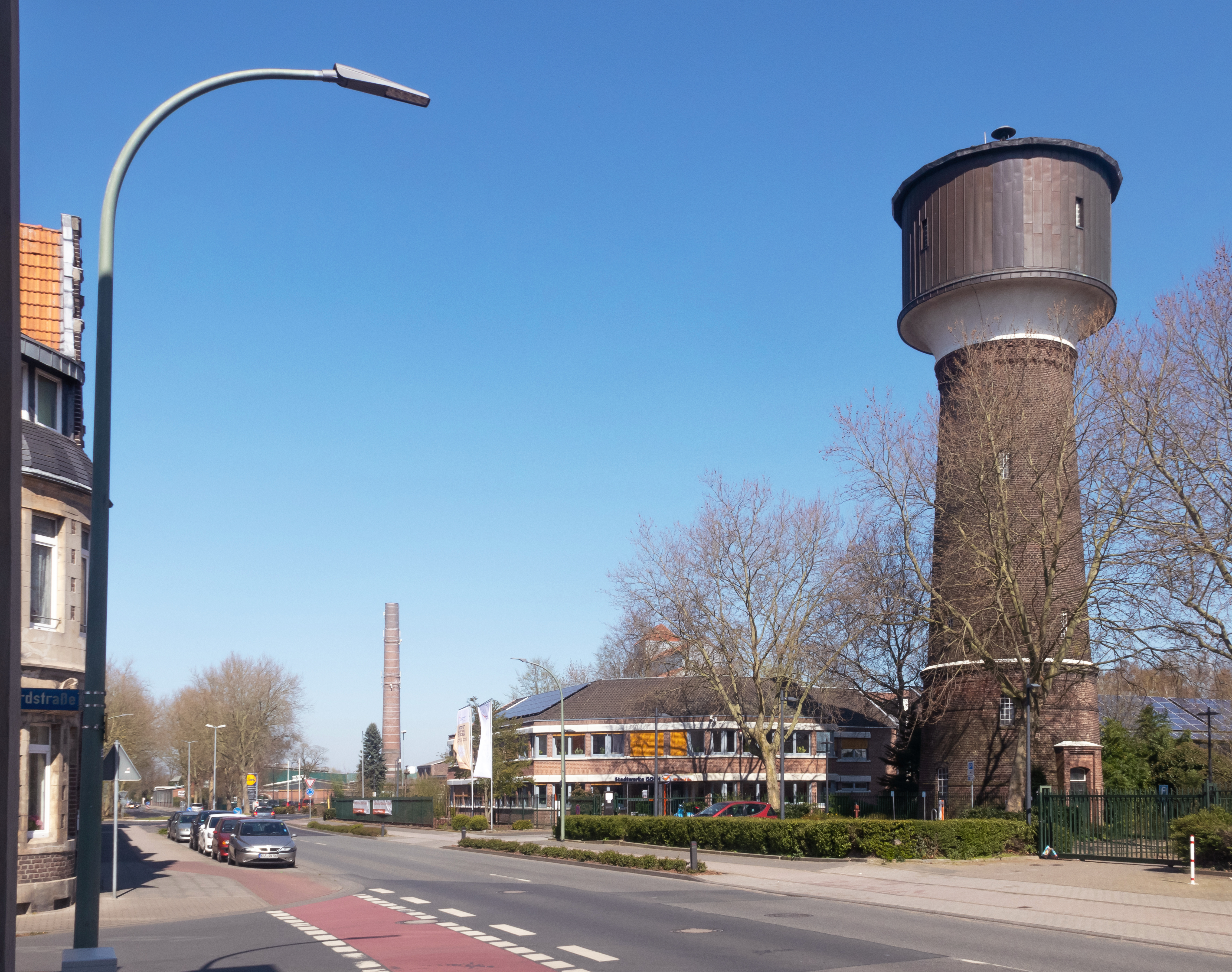
Monumentale watertoren in de Klever Straße

Asperden · Goch · Hassum · Hommersum · Hülm · Kessel · Nierswalde · Pfalzdorf
Bedburg-Hau · Emmerik · Geldern · Goch · Issum · Kalkar · Kerken · Kevelaer · Kleef · Kranenburg · Rees · Rheurdt · Straelen · Uedem · Wachtendonk · Weeze